# Mirela Delić
Mirela Delić (Ragusa di Dalmazia, 13 novembre 1981) è una pallavolista croata.
Gioca nel ruolo di centrale nel Rabitə Bakı Voleybol Klubu.

## Carriera
Mirela Delić inizia a giocare nella squadra giovanile dell'OK Dubrovnik fino al 1997 quando viene promossa in prima squadra: con la squadra della sua città vince uno scudetto nel 1997, mentre l'anno successivo si aggiudica a sorpresa anche la Coppa dei Campioni. Nel 2000 gioca per una stagione nel ZOK Vukovar per poi passare nell'OK Velika Gorica dove resta per tre stagioni vincendo una Coppa di Croazia. Nel 2004 passa per una stagione nell'HAOK Mladost dove vince nuovamente la Coppa di Croazia e il campionato.
Dal 2005 inizia poi una lunga peregrinazione per l'Europa che la porterà prima in Slovenia al NKBM Maribor, poi in Russia nell'Volejbol'nyj klub Uraločka, in Spagna nel Club Voleibol Tenerife, in Turchia nel Beşiktaş Jimnastik Kulübü e nel 2009 nel Racing Club de Cannes: con il club francese vince uno scudetto e una Coppa di Francia. Nella stagione 2010-11 viene ingaggiata dal Rabitə Bakı Voleybol Klubu, club con il quale vince lo scudetto.
Fa inoltre parte della nazionale croata con la quale ha partecipato ai campionati europei 2007 e 2009 e conquistando il bronzo ai XVI Giochi del Mediterraneo.

## Palmarès

### Club
- Campionato croato: 2

1997-98, 2004-05
- Campionato francese: 1

2009-10
- Campionato azero: 1

2010-11
- Coppa di Croazia: 2

2003-04, 2004-05
- Coppa di Francia: 1

2009-10
- Coppa dei Campioni: 1

1997-98

### Nazionale (competizioni minori)
- Giochi del Mediterraneo 2009